# Agulles de Cleòpatra
Agulles de Cleòpatra és el sobrenom donat a dos obeliscs egipcis que daten del regnat del faraó Tutmosis III. Aquests obeliscs no tenen cap relació amb la reina Cleòpatra VII. Avui, una de les agulles de Cleòpatra és a Londres i l'altra a Nova York.

## Història

### Origen

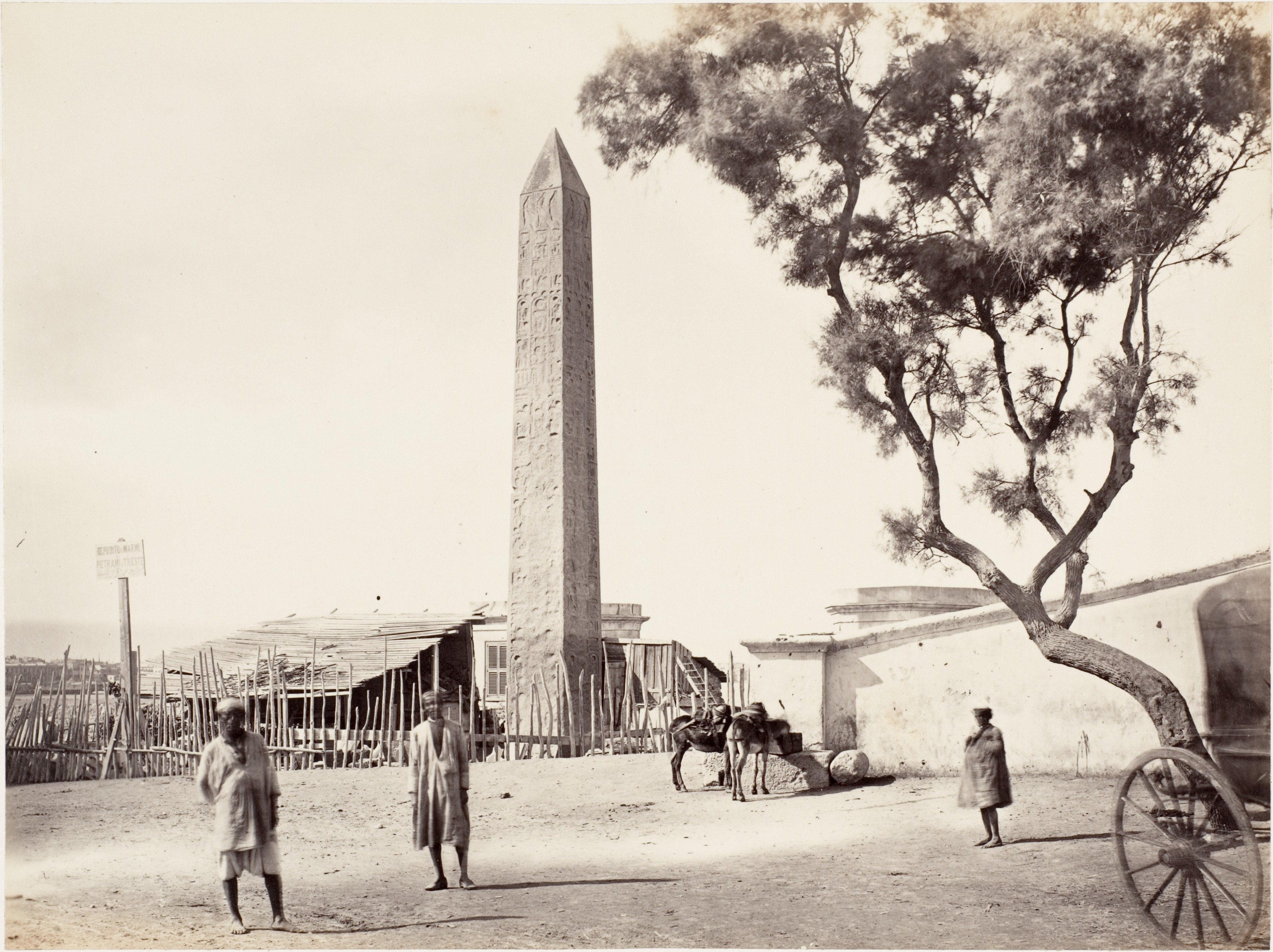
Obelisc egipci, "agulla de Cleòpatra" a Alexandria

Les "agulles de Cleòpatra" foren esculpides durant el regnat de Tutmosis III per flanquejar l'entrada del Temple d'Amón a Heliòpolis (1450 aC.), la capital de l'antic imperi. Les inscripcions que es poden contemplar a cada costat de la columnes es feren dos segles després per ordre de Ramsés II, i en elles es commemoren les victòries de les campanyes militars de l'ínclit faraó. Molt temps després (12 aC.), durant el regnat de Cleòpatra, el parell d'obeliscs van ser traslladats a Alexandria per desig d'August. Es van aixecar davant del Caesareum, el temple que l'última reina dels Ptolomeus va fer construir per honorar als romans Juli Cèsar i Marc Antoni. Més endavant, els obeliscs es van enderrocar i restaren enterrats sota la sorra durant segles. Gràcies a aquest fenomen que les va protegir d'inclemències meteorològiques, les inscripcions jeroglífiques es van poder conservar de forma òptima.
En el segle XIX, la febre associada amb tot allò relacionat amb l'Egipte faraònic, va motivar que grans capitals com Londres i Nova York volguessin el seu obelisc. París ja tenia el seu instal·lat a la plaça de la Concòrdia i en aquestes circumstàncies, les dues ciutats de cada costat de l'Atlàntic, es van haver de repartir un lot de dos, ja que en el seu país d'origen els obeliscs s'exhibien aparellats custodiant l'entrada dels temples. Coneguts com Cleopatra Needle’s (Agulles de Cleòpatra), els monticles havien estat construïts amb granit roig de les pedreres d'Assuan durant el segle XIV aC.

### L'agulla de Londres

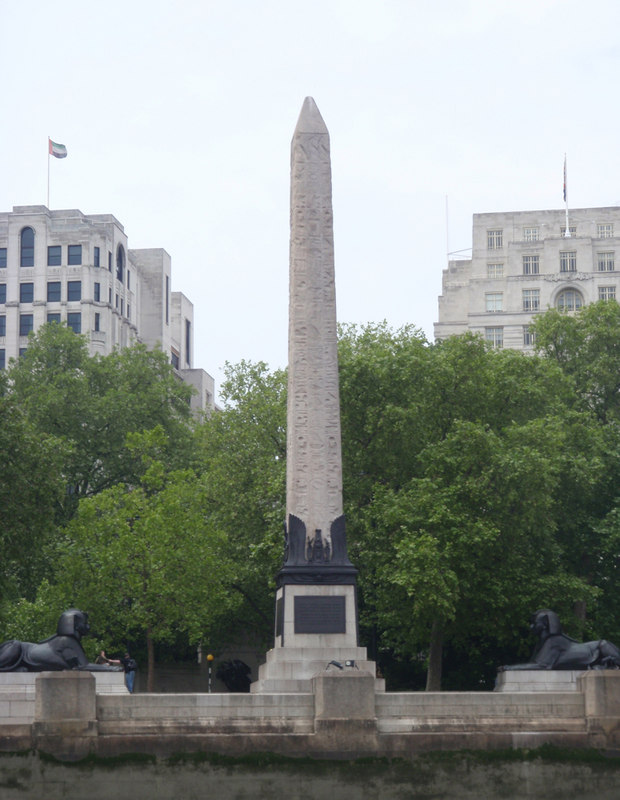
L'agulla de Cleòpatra de Londres

Londres va rebre l'obsequi per part del dirigent egipci Muhàmmad Alí Paixà a l'any 1819, abans que París, per commemorar les victòries contra Napoleó de Nelson i Ralph Abercromby a les batalles del Nil i de Canope respectivament. Els anglesos van agrair enormement el gest, però trigaren cinquanta-vuit anys a desplaçar l'obelisc des d'Alexandria fins a Londres, a causa del cost que suposava la labor de desenterrar-lo i del seu trasllat a Europa. Finalment, un dentista, l'eminent doctor Sir William James Erasmus Wilson, va decidir al 1877 patrocinar totes les despeses del transport.
Un enginyer va construir un vaixell metàl·lic fet expressament per encabir al ciclopi carreu des del Nil, per ser remolcat posteriorment per un vaixell de vapor més gran que el pogués fer arribar fins a les illes britàniques. Durant el trajecte, una furiosa tempesta es va desencadenar en el seu pas pel Golf de Biscaia, arrencant les cadenes que unien al vaixell gran amb l'embarcació que transportava l'obelisc i arravatant la vida a uns quants homes que van intentar salvar-lo. Els noms de les víctimes han quedat immortalitzats en un gravat a la base de l'obelisc, on també podem apreciar una crònica de l'accidentat trasllat. A part d'això, a la mateixa base es pot observar els danys que van produir al monòlit, els bombardejos alemanys de la Primera Guerra Mundial.
Un cop es van reparar els danys soferts pel vaixell a la ciutat gallega de Ferrol, l'obelisc va arribar finalment a Londres el 21 de gener del 1878 havent fet via pel Tàmesi. Per posar-lo dret es va construir una voluminós pedestal de formigó a l'interior del qual es van amagar objectes de l'època, entre d'altres, un retrat de la reina Victòria, mapes, diaris i una guia telefònica.

### L'agulla de Nova York

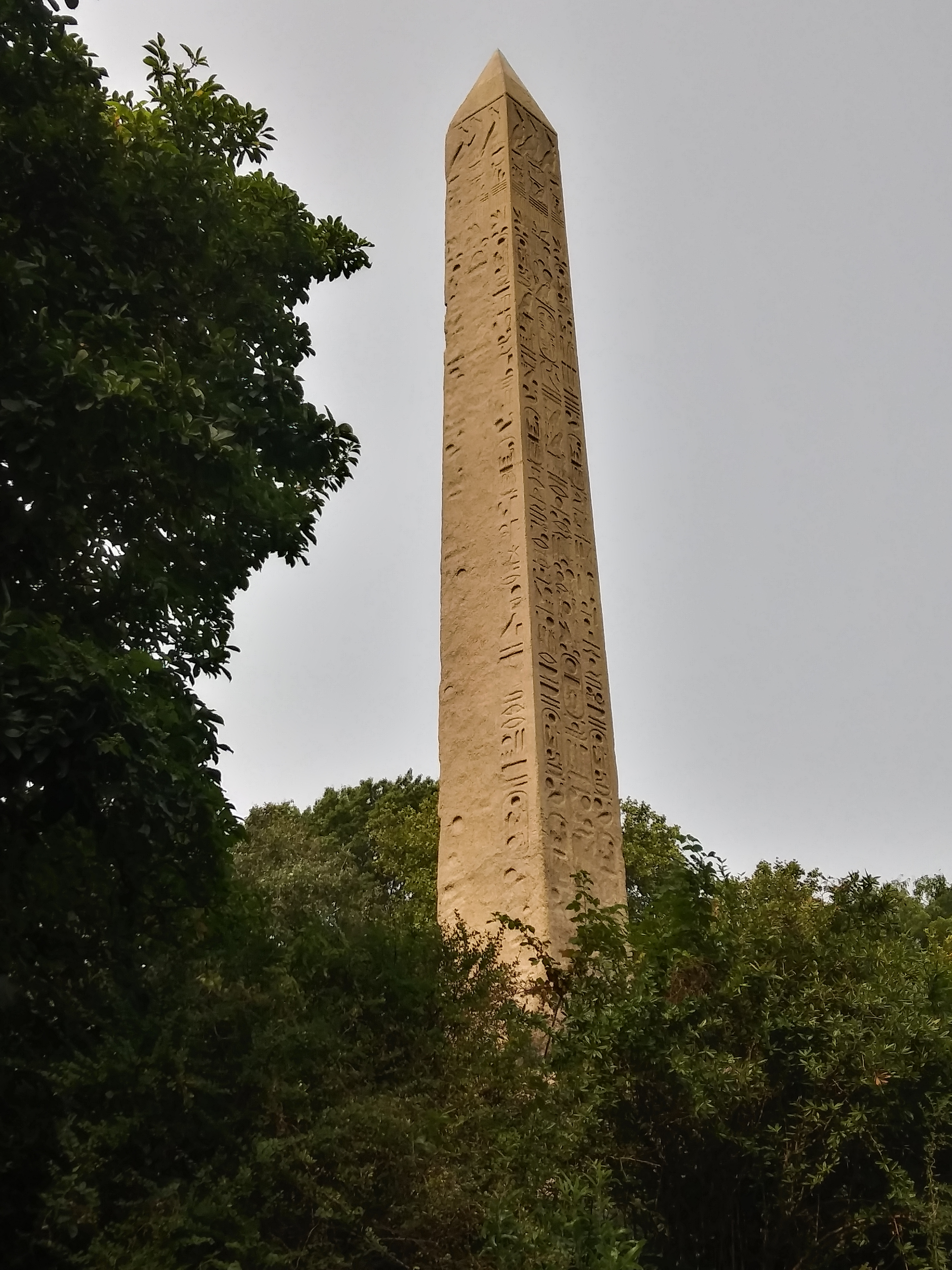
Agulla de Cleòpatra a Nova York

Després de l'obertura del canal de Suez l'any 1869, el valí d'Egipte, Ismaïl Paixà, va oferir als Estats Units un obelisc com a regal per incrementar el comerç. El març de 1877, Henry G. Stebbins, comissari del Departament de Parcs Públics de Nova York, es va proposar trobar els fons necessaris per transportar l'obelisc a la ciutat. Quan se li va demanar al magnat del ferrocarril William H. Vanderbilt que liderés una subscripció per recaptar fons, es va oferir a finançar el projecte.
L'enginyer naval Henry H. Gorringe, encarregat de l'operació, va llogar un vell vaixell de càrrega egipci, "Le Dessoug". A falta d'una grua prou potent, va ser necessari perforar una obertura al seu casc i introduir l'obelisc inclinat a bord, fent-lo rodar sobre un llit de bales de canó antigues. Le Dessoug va trencar el seu eix de l'hèlix enmig de l'Oceà Atlàntic i va haver de navegar mentre es reparava. En arribar al port de Nova York, es va haver de posar el vaixell en dic sec i retallar el casc per extreure el monument.

### Ubicació actual
L'agulla de Londres es troba al barri de Westminster, en el Victoria Embankment a prop del Pont de Hungerford. Fa una alçada de vint-i-un metres i el seu pes és d'unes dues-centes vint-i-quatre tones. Trobem l'obelisc acompanyat per dues esfinxs de bronze. Pel que fa a la seva parella actualment en terres americanes, també disposa d'una inscripció en el seu pedestal amb les incidències del seu trasllat. Aixecat a Central Park de Nova York el 22 de gener de 1881, continua dreçat encara resistint impertorbable els seus milers anys d'història.